# Ariihau Teriitau
Ariihau Teriitau, né le 23 janvier 1989, est un footballeur international tahitien, évoluant au poste de défenseur puis a été international tahitien de beach soccer.

## Carrière
Défenseur des Tahiti U20 puis de l'AS Vaiete et enfin  de l'AS Pirae, Ariihau Teriitau a été international tahitien à quatre reprises entre 2010 et 2012. Bien qu'ayant fait la préparation pour la Coupe des confédérations 2013, il n'est pas dans la liste des Toa Aito sélectionnés pour le Brésil. Spécifiquement, il participe aux éditions 2010 (3 matchs) et 2012 (1 match dans lequel il est expulsé) de la Coupe de l'Outre-Mer de football.
En parallèle de sa carrière de footballeur, il pratique le beach soccer en tant que joueur professionnel (décidé par un décret officiel de la Polynésie française de décembre 2019) et devient international tahitien (la sélection est surnommée les Tiki Toa). Il participe à la Coupe du monde de beach soccer 2017 aux Bahamas et est finaliste de ce tournoi, sans pour autant jouer la finale mais a participé à la demi-finale. Il participe ensuite à l'édition 2019 au Paraguay, inscrivant trois buts mais les Tiki Toa sont éliminés au premier tour malgré deux victoires (à cause d'un but de différence avec l'Uruguay).